# تترا اوکتیل آمونیوم برمید
تترا اوکتیل آمونیوم برمید (به انگلیسی: Tetraoctylammonium bromide) با فرمول شیمیایی C32H68BrN یک ترکیب شیمیایی با شناسه پاب‌کم 62389 است. که جرم مولی آن ۵۴۶٫۷۹ گرم بر مول می‌باشد. 